# Scorbuto
Lo scorbuto (pronuncia: scorbùto o  scòrbuto) è una malattia dovuta a carenza di acido ascorbico (vitamina C), presente in agrumi, piccoli frutti e kiwi.

## Descrizione
La vitamina C è essenziale per la formazione del collagene e aiuta a mantenere l'integrità del tessuto connettivo, del tessuto osseo, della dentina dei denti. Essa è indispensabile quindi per la guarigione delle ferite e facilita quella delle ustioni; facilita l'assorbimento del ferro non-eme nell'intestino. Considerando nel particolare il ruolo di mantenimento della molecola di collagene, la vitamina C (detta anche acido ascorbico) è necessaria per l'idrossilazione della prolina e della lisina che costituiscono la struttura a tripla elica.
Considerando la proteina nel dettaglio, la struttura dell'elica (formata da ripetizioni di Gly-X-Y, dove X e Y rappresentano Pro o 4-Hyp, derivato della prolina (4R)-L-idrossiprolina) richiede che il residuo di prolina in posizione Y sia nella conformazione Cγ-eso mentre il residuo in posizione X deve possedere una conformazione Cγ-endo. In situazioni di carenza di vitamina C le cellule non riescono a idrossilare, o idrossilano con minore efficienza, la prolina nelle posizioni Y, con conseguente instabilità del collagene e tutti i relativi problemi legati all'insorgenza dello scorbuto. L'enzima coinvolto in tale reazione biochimica è il prolil-idrossilasi, il quale necessita del potere riducente portato in dote dalla forma biologicamente attiva della vitamina C.
La carenza nei bambini è dovuta a mancanza di supplementi di vitamina C.
Negli adulti è generalmente dovuta ad avversione per alcuni alimenti o a diete inappropriate. La gravidanza, l'allattamento, l'ipertiroidismo, le malattie infiammatorie acute e croniche, le operazioni chirurgiche, il sesso sono tutte condizioni che aumentano le richieste di vitamina C.
Lo scorbuto infantile compare abitualmente tra il 6º e il 12º mese di vita: il bambino è irritabile, non ha appetito e non aumenta di peso, le estremità delle ossa lunghe (per esempio, femore) si rigonfiano, e le gengive sanguinano facilmente, spesso sono presenti febbre, anemia e aumento della frequenza cardiaca. Negli adulti lo scorbuto rimane latente per 3-12 mesi dopo il verificarsi della carenza di vitamina C, e si manifesta con emorragie gengivali e sottoungueali, apatia, irritabilità, perdita di peso, dolori muscolari e articolari: le vecchie ferite cedono e le nuove stentano a guarire.

## Terapia e prevenzione
Per prevenire l'insorgenza dello scorbuto infantile si dovrebbe somministrare ogni giorno succo d'arancia fresco. La terapia dello scorbuto, sia del bambino sia dell'adulto, si basa sulla somministrazione di vitamina C per via orale. Utili sono anche alimenti come cavoli, broccoli, cavolfiori, spinaci, fragole, agrumi, peperoni, pomodori e kiwi, consumati crudi, essendo la vitamina C termolabile.

## Storia e scoperte
Lo scorbuto fu citato già nelle cronache egizie a partire dal 1500 a.C. e, nonostante la citazione di Ippocrate riconducibile alle sue opere del V secolo a.C., la patologia non suscitò alcuna attenzione particolare da parte del pubblico. Per giungere alle prime considerazioni mediche (s'intenda, prive di basi diagnostiche e con approcci terapeutici casuali) si dovettero attendere i viaggi degli esploratori europei dal 1500 al 1800. La celebre circumnavigazione del globo che vede Ferdinando Magellano (1520) protagonista si concluse con più dell'80% dell'equipaggio morto a causa della presunta malattia. Nel corso dei viaggi documentati nei diari di bordo furono adottate le procedure impartite dagli americani agli equipaggi, che prevedevano somministrazione di tè al cedro, ricco per l'appunto di vitamina C. Fu nel 1747 che un medico scozzese della marina da guerra britannica di nome James Lind condusse il primo studio clinico accurato riportato sino a oggi. A bordo della HMS Salisbury, documentò scrupolosamente i sintomi dei marinai affetti dallo scorbuto, i quali includevano perdita di denti, emorragie e gengive sanguinanti.
Lind selezionò 12 uomini malati e li divise in sei coppie, prescrivendo una cura di base comune a tutti gli individui e in aggiunta un alimento integrato nella dieta differente per ciascuna coppia. Nell'ipotesi, nello specifico, che la malattia fosse da attribuire a un disordine dell'acidità dell'organismo, ad alcuni dei marinai diede del sidro, ad altri acqua di mare, misture di aglio, sedano o ancora del rafano. Ad altri due pazienti fece bere elisir di vetriolo e prescrisse un gargarismo acido, un'altra coppia ricevette cucchiai di aceto e un'ultima due arance e un limone. Quei due uomini che si nutrirono di agrumi guarirono e tornarono in sesto. Nonostante questa non costituisse la scoperta epocale - i benefici del lime e del limone erano già noti da secoli - Lind dichiarò definitivamente la supremazia degli agrumi nell'elenco di possibili rimedi al disturbo, pubblicando l'esperienza nel lavoro intitolato Treatise on the Scurvy (Trattato sullo scorbuto). Ciononostante, nella marina britannica non vennero presi provvedimenti per i successivi 40 anni, il che è spiegato dal fatto che lo studio non fu pubblicato su una rivista di rilievo di medicina.
Nel 1932, lo scienziato ungherese Albert Szent-Györgyi dell'Università di Pittsburgh e i ricercatori W.A. Waugh e C.G. King isolarono e sintetizzarono l'acido ascorbico (alias vitamina C).